# William Parry Murphy
William Parry Murphy (Stoughton, EUA 1892 - Brookline 1987) fou un metge estatunidenc guardonat amb el Premi Nobel de Medicina o Fisiologia l'any 1934.

## Biografia
Va néixer el 6 de febrer de 1892 a la ciutat de Stoughton, població situada a l'estat nord-americà de Wisconsin. Va estudiar medicina a la Universitat d'Oregon, on es llicencià el 1914, i la de Harvard, on es doctorà el 1922.
Va morir el 9 d'octubre de 1987 a la ciutat de Brookline, situada a l'estat de Massachusetts.

## Recerca científica
L'any 1924 inicià la seva col·laboració amb George Richards Minot, al costat del qual realitzà investigacions sobre la presència d'anèmia en el cos dels gossos i la seva posterior recuperació. Ambdós científics comprovaren com amb la ingestió de grans quantitats de fetge podien aconseguir guarir la malaltia. Posteriorment la seva recerca s'encaminà a determinar la partícula responsable d'aquesta curació, aconseguint aïllar la vitamina B₁₂ del fetge.
L'any 1934 fou guardonat amb el Premi Nobel de Medicina o Fisiologia, que compartí amb Richards Minot i George Hoyt Whipple, pels seus descobriments referents a la teràpia del fetge en casos d'anèmia.